# Olimpiada Nacional de Biología
La Olimpiada Nacional de Biología es un certamen anual auspiciado por la Academia Mexicana de Ciencias que concentra a los mejores estudiantes de México, con el motivo de elegir a los representantes mexicanos para dos competencias internacionales: la Olimpiada Internacional de Biología y la Olimpiada Iberoamericana de Biología.
En ella pueden participar estudiantes de bachillerato de todas las modalidades tecnológicas y propedéuticas matriculados en cualquier plantel, público o privado. Los concursantes deben pasar primero por exámenes a nivel regional y estatal, para conseguir a seis representantes por entidad federativa. En cada concurso nacional compiten alrededor de 160 participantes.
El comité organizador brinda hospedaje y alimentación a las delegaciones participantes, las cuales están integradas por el Delegado y los concursantes de cada entidad.
Los exámenes son individuales y el jurado está integrado por la Coordinadora Nacional y por los delegados estatales.
Los ganadores se agrupan en bloque llamados Primero, Segundo y Tercer Lugares Nacionales, sin distinguir entre los miembros del mismo bloque. Los premios son individuales y consisten, en general, en libros y diplomas.

## Historia
La Olimpiada se realizó por primera vez en 1991 con el motivo de impulsar y estimular la formación científica de los jóvenes mexicanos, hasta la fecha se cuenta con una participación de más de 3.000 bachilleres.
México ha participado en 11 Olimpiadas Internacionales, donde ha logrado 2 medallas de plata y 15 de bronce, al enfrentar a los mejores estudiantes de biología de más de 50 países del mundo. Mientras que en las cuatro Olimpiadas Iberoamericanas, la delegación mexicana ha obtenido dos preseas de oro, 4 de plata y 9 de bronce.

## Coordinación nacional
La coordinadora nacional es la Dra. María Cristina Revilla Monsalve, quien labora como Investigador Asociado "D" en la Unidad de Investigación Médica en Enfermedades Metabólicas del Centro Médico Nacional siglo XXI del Instituto Mexicano del Seguro Social.
El Comité Académico de las Olimpiadas de Biología está integrado por el Dr. Guillermo Laguna Hernández (Fisiología Vegetal y Biología Celular), Dra. Patricia Ramos Morales (Genética y Estadística), Dr. Arturo Becerra Bracho (Evolución), M. en C. Gerardo Rivas Lechuga (Biología Animal), M. en C. Miguel Ángel Palimino Garibay (Biología del Desarrollo). También colaboran con la Coordinación Nacional la Biol. Patricia Ojeda Carrasco y la M. en C. Guadalupe Vidal Gaona.

## Ediciones
Cada año, la Olimpiada tiene una sede distinta para brindarles a los estudiantes la posibilidad de conocer su país a través de la cultura del estado sede.
| Edición                               | Fecha                                   | Sede                             | Institución                                                           | Número de participantes | Delegaciones |
| ------------------------------------- | --------------------------------------- | -------------------------------- | --------------------------------------------------------------------- | ----------------------- | ------------ |
| I Olimpiada Nacional de Biología      | 1992                                    | Cuautla, Morelos.                |                                                                       |                         |              |
| II Olimpiada Nacional de Biología     | 1993                                    | Colima, Colima.                  |                                                                       |                         |              |
| III Olimpiada Nacional de Biología    | 1994                                    | Acapulco, Guerrero.              |                                                                       |                         |              |
| IV Olimpiada Nacional de Biología     | 1995                                    | Veracruz, Veracruz.              |                                                                       |                         |              |
| V Olimpiada Nacional de Biología      | 1996                                    | Monterrey, Nuevo León.           |                                                                       |                         |              |
| VI Olimpiada Nacional de Biología     | 1997                                    | San Luis Potosí, San Luis Potosí | Universidad Autónoma de San Luis Potosí Facultad de Ciencias Químicas |                         |              |
| VII Olimpiada Nacional de Biología    | 1998                                    | Campeche, Campeche.              |                                                                       |                         |              |
| VIII Olimpiada Nacional de Biología   | 1999                                    | Cocoyoc, México.                 |                                                                       |                         |              |
| IX Olimpiada Nacional de Biología     | 2000                                    | Querétaro, Querétaro.            |                                                                       |                         |              |
| X Olimpiada Nacional de Biología      | 2001                                    | Toluca, México.                  |                                                                       |                         |              |
| XI Olimpiada Nacional de Biología     | 2002                                    | Cuernavaca, Morelos.             |                                                                       |                         |              |
| XII Olimpiada Nacional de Biología    | 2003                                    | Monterrey, Nuevo León.           |                                                                       |                         |              |
| XIII Olimpiada Nacional de Biología   | Del 26 al 30 de enero de 2004           | Chetumal, Quintana Roo.          |                                                                       |                         |              |
| XIV Olimpiada Nacional de Biología    | Del 23 al 27 de enero de 2005           | Guanajuato, Guanajuato.          |                                                                       | 144                     |              |
| XV Olimpiada Nacional de Biología     | Del 29 de enero al 2 de febrero de 2006 | Oaxaca, Oaxaca.                  | Universidad Autónoma Benito Juárez de Oaxaca (UABJO)                  | 162                     | 27           |
| XVI Olimpiada Nacional de Biología    | Del 21 al 25 de enero de 2007           | Tlaxcala, Tlaxcala.              | Universidad Autónoma de Tlaxcala Facultad de Agrobiología             | 157                     | 27           |
| XVII Olimpiada Nacional de Biología   | Del 20 al 24 de enero de 2008           | Guadalajara, Jalisco.            | Universidad de Guadalajara Escuela Preparatoria n.º 7                 | 147                     | 25           |
| XVIII Olimpiada Nacional de Biología  | Del 26 al 29 de enero de 2009           | Monterrey, Nuevo León.           | Universidad Autónoma de Nuevo León Facultad de Ciencias Biológicas    | 154                     | 26           |
| XIX Olimpiada Nacional de Biología    | Del 1 al 4 de febrero de 2010           | Mérida, Yucatán.                 | Universidad Autónoma de Yucatán Preparatoria n.º 1                    | 150                     | 27           |
| XX Olimpiada Nacional de Biología     | Del 24 al 27 de enero de 2011           | San Luis Potosí, San Luis Potosí | Universidad Autónoma de San Luis Potosí Facultad de Ciencias Químicas | 160                     | 28           |
| XXI Olimpiada Nacional de Biología    | del 29 de enero al 2 de febrero de 2012 | Chihuahua, Chihuahua             | Universidad Autónoma de Chihuahua Facultad de Ciencias Químicas       | 168                     | 29           |
| XXII Olimpiada Nacional de Biología   | del 27 al 31 de enero de 2013           | Querétaro, Querétaro             | Universidad Autónoma de Querétaro                                     | 165                     | 28           |
| XXIII Olimpiada Nacional de Biología  | del 26 al 30 de enero de 2014           | Cuernavaca, Morelos              | Universidad Autónoma del Estado de Morelos                            | 170                     | 30           |
| XXIV Olimpiada Nacional de Biología   | del 26 al 29 de enero de 2015           | Monterrey, Nuevo León            | Universidad Autónoma de Nuevo León                                    | 167                     | 29           |
| XXV Olimpiada Nacional de Biología    | del 25 al 28 de enero de 2016           | Xalapa, Veracruz                 | Universidad Veracruzana                                               | 167                     | 29           |
| XXXIII Olimpiada Nacional de Biología | del 13 al 16 de noviembre de 2023       | Culiacán, Sinaloa                | Universidad Autónoma de Sinaloa                                       |                         |              |
| XXXIV Olimpiada Nacional de Biología  | del 14 al 17 de noviembre de 2024       | Guanajuato, Guanajuato.          | Universidad de Guanajuato (División de Ciencias Naturales y Exactas)  |                         |              |